# Lenzbourg
Lenzbourg (en allemand Lenzburg) est une commune suisse du canton d'Argovie, située dans le district de Lenzbourg.

## Géographie
La ville est située dans la vallée de l’Aabach, qui, sortant du lac de Hallwil, va se jeter dans l’Aar.

## Histoire
Le château de Lenzbourg fut édifié autour de l’an 1000 par les comtes de Lenzbourg.
La fondation du bourg, par les comtes de Kybourg, remonte aux années 1240.
En 1491, la ville fut partiellement détruite par un incendie.

## Économie
Lenzbourg compte plus de 800 PME appartenant essentiellement au secteur tertiaire et offrant 6 300 emplois. Parmi les entreprises industrielles, il faut citer le fabricant de confitures Hero, la boucherie industrielle Traitafina et le fabricant d'arme Hämmerli.
Les établissements pénitentiaires de Lenzbourg, plus grande prison du canton d’Argovie, sont également un important employeur (le pénitencier et la prison centrale emploient près de 211 personnes en 2020),. Le pénitencier, mis en service en 1864, est l'un des derniers établissements carcéraux de Suisse construit sur le modèle du panoptique en étoile.

## Transports
- Ligne ferroviaire CFF Aarau - Zurich
- Ligne ferroviaire CFF Lenzbourg - Baden
- Ligne ferroviaire CFF Lenzbourg - Zofingue
- Ligne ferroviaire CFF Aarau - Rotkreuz
- Autoroute A1 (Genève-Berne-Zurich)  51 (Lenzburg)

Photo aérienne (1951).
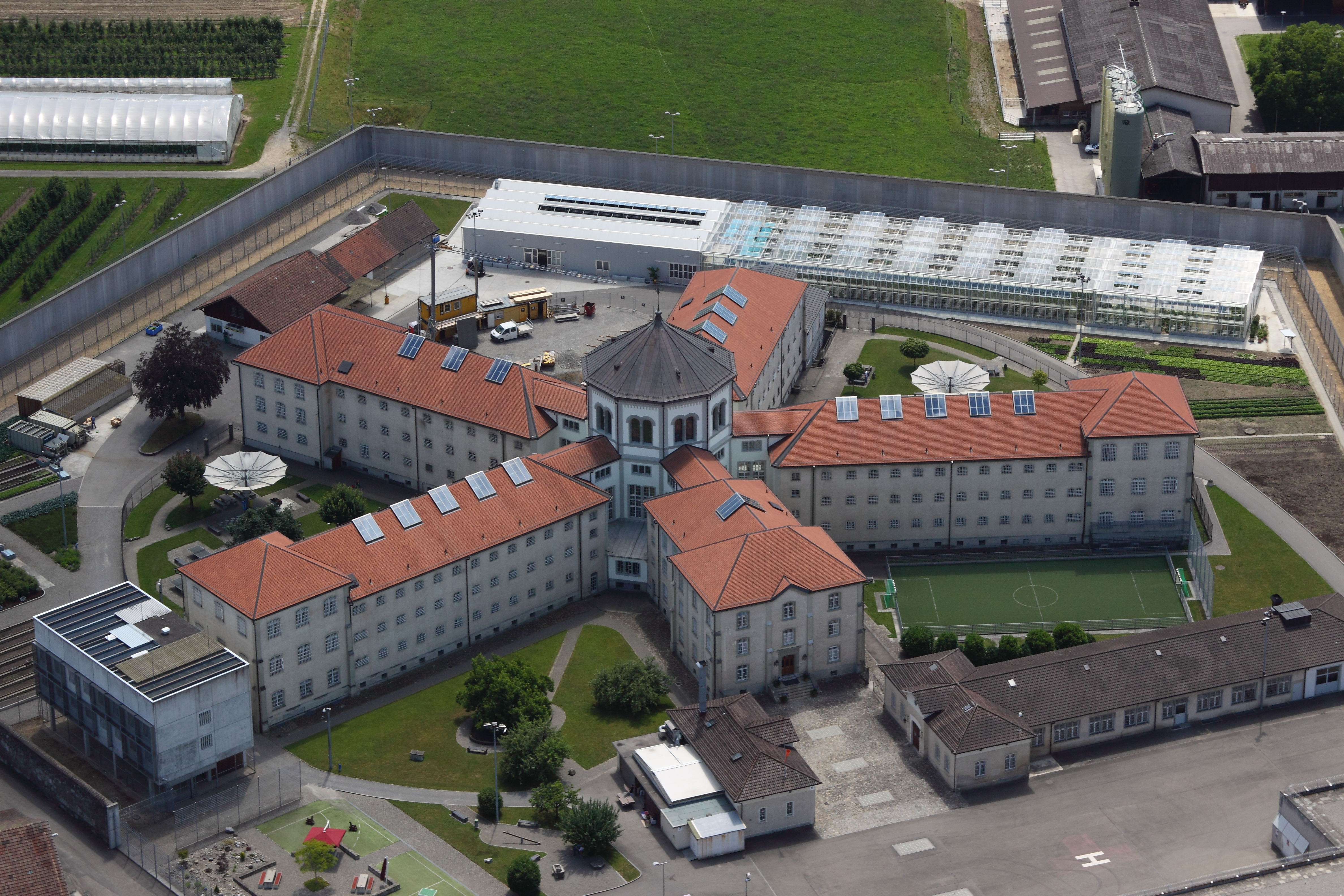
Vue sur le pénitencier de Lenzbourg, construit sur le modèle du panoptique en étoile.

## Culture et patrimoine

### Héraldique
| Blason | Blasonnement : D'argent à la boule d'azur. |

### Personnalités
- Lys Assia, chanteuse
- Pepe Lienhard, musicien
- Peter Mieg (1906-1990), compositeur, artiste peintre et écrivain
- Carl Arthur Richter, compositeur et chef d’orchestre
- Georges Louis Schmid (1720-1805), médecin et philosophe, est mort à Lenzbourg ;
- Gervasius Schuler, théologien, réformateur
- Frank Wedekind, écrivain

### Monuments et curiosités
- Château
- Musée historique
- Ruine d’un village romain avec théâtre semi-circulaire, au lieu-dit Lindfeld
- Nécropole néolithique au lieu-dit Burghalde